# Carl Jakob Ziese
Carl Jakob Ziese (auch Karl) (* 25. November 1825 in Hübenthal; † 27. August 1868 in Kressenbach) war als Orgelbaumeister im 19. Jahrhundert in Ellingerode bei Witzenhausen (Hessen) tätig.

## Leben und Werk
Carl Jakob Ziese wurde als ältester Sohn des Orgelbauers Friedrich Ziese geboren und erlernte von ihm den Orgelbau. Nach dem Tod seines Vaters im Jahr 1855 übernahm er dessen Werkstatt in Ellingerode und führte sie mit seinem Bruder Bernhard fort. 1857 erhielt er vom Marburger Konsistorium die Zulassung als Orgelbauer für Oberhessen. Am 25. April 1859 heiratete er Kunigunde Siebert aus Spangenberg und hatte mit ihr zwei Kinder.
Seine Prospekte sind vom Stil des Spätklassizismus geprägt und folgen zum Teil dem Vorbild von Johann Friedrich Schulze; sie haben dann ein überhöhtes Mittelfeld mit einem niedrigen Giebeldreieck und einen Blendbogen unter dem Pfeifenfeld, während sonst die seitlichen Flachfelder bzw. -türme das Mittelfeld überragen.

## Werkliste
Er hat u. a. an folgenden Orgelneubauten seines Vaters mitgearbeitet und ab 1855 die weiteren selbständig errichtet:
| Jahr      | Ort               | Kirche            | Bild | Manuale | Register | Bemerkungen                                                                      |
| --------- | ----------------- | ----------------- | ---- | ------- | -------- | -------------------------------------------------------------------------------- |
| 1839      | Goßfelden         | Ev. Kirche        |      |         |          | ersetzt durch ein Werk der Gebrüder Euler; Prospekt erhalten                     |
| 1841–1843 | Grüsen            | Ev. Kirche        |      |         |          |                                                                                  |
| 1847      | Nieder-Ofleiden   | Ev. Kirche        |      | I/P     | 9        | erhalten                                                                         |
| 1850      | Hatzbach          | Kirche Hatzbach   |      |         |          | vielleicht gemeinsam mit Friedrich Ziese; Prospekt erhalten                      |
| 1850      | Oberkalbach       | Ev. Kirche        |      | II/P    | 13       | zusammen mit Bernhard Ziese; erhalten                                            |
| 1852–1854 | Burgholz          | Ev. Kirche        |      | I/P     |          |                                                                                  |
| 1854      | Krofdorf          | Margarethenkirche |      | I/P     | 16       | zusammen mit Bernhard Ziese; 1971 einige Register in Neubau von Hardt übernommen |
| 1854–1855 | Langenstein       | Ev. Kirche        |      | II/P    |          | Neubau hinter dem alten Prospekt durch Werner Bosch                              |
| 1857      | Roßbach           | Ev. Kirche        |      |         |          |                                                                                  |
| 1858      | Rülfenrod         | Ev. Kirche        |      | I/P     | 6        | erhalten → Orgel                                                                 |
| 1863      | Hetzerode         | Ev. Kirche        |      |         |          |                                                                                  |
| 1858–1864 | Rauischholzhausen | Ev. Kirche        |      | II/P    | 10       | nicht erhalten; 1881 neue Ratzmann-Orgel für neue Kirche aufgestellt             |
| 1864–1868 | Kressenbach       | Ev. Kirche        |      | II/P    | 12       | bemerkenswertes Spätwerk                                                         |